# Strahlungswirkungsgrad
Der Strahlungswirkungsgrad einer Strahlungsquelle gibt an, welcher Anteil der eingesetzten Energie in elektromagnetische Strahlung umgesetzt wird, der Anteil wird in Teilen von Hundert, also Prozent angegeben.
Der Strahlungswirkungsgrad kommt beispielsweise bei Antennen zum Einsatz (siehe dazu ausführlich bei Antenne#Wirkungsgrad), als auch bei Wärmequellen.

## Wirkungsgrad bei Wärmestrahlung
Bei Wärmequellen gibt der wärmetechnische Strahlungswirkungsgrad den Anteil der Wärmeenergie an, der in Form von Wärmestrahlung an die Umwelt emittiert wird. Wird nicht die Abstrahlung (Emission) gemessen, sondern die Immission (die Einwirkung), gibt der Strahlungswirkungsgrad an,  wie viel Prozent der eingesetzten Energiemenge im Nutzungsbereich ankommt. Die Differenz auf 100 % besteht in Wärmeabgabe durch Wärmeleitung an die Raumluft, in der die Wärme dann durch Konvektion weiterbewegt wird oder über Befestigungssysteme an die Wand. Der Strahlungswirkungsgrad wird auch als Maß herangezogen, wie Wärme in einem Raum verteilt wird.
Für gasbetriebene Infrarotheizungen gilt neben der Gasgeräterichtlinie (90/396/EWG), die eine rationelle Energienutzung vorschreibt, auch der Strahlungswirkungsgrad bzw. Infrarotanteil als Beurteilungskriterium für Hellstrahler und Dunkelstrahler. Entscheidend für die Wirtschaftlichkeit ist nicht der feuerungstechnische Wirkungsgrad, sondern der in DIN EN 416-2/419-2 beschriebene Strahlungswirkungsgrad.
Nachdem es in England, Belgien, Holland, USA und Kanada bereits Subventionsprogramme gibt, in dem Geräte mit einem Strahlungswirkungsgrad von über 50 % steuerlich begünstigt werden, ist der Trend eindeutig. Weiterhin wird es aus Herstellersicht zukünftig europaweit von Interesse sein, Geräte aus Wettbewerbsgründen nach dem Strahlungswirkungsgrad beurteilen zu lassen. Strahlungswärme spart deutlich Energie gegenüber herkömmlichen Heizsystemen, z. T. bis zu 50 %. Daraus resultiert, dass höhere Strahlungswirkungsgrade höhere Energieeinsparung bringen.
Bei einer Deckenstrahlungsheizung bildet sich durch Wärmeleitung ein Wärmepolster, der wegen der geringeren Dichte und des Auftriebs der warmen Luft an der Decke hängen bleibt. Der Wärmepolster nimmt allmählich die Temperatur der Strahlungsoberfläche an und weil dann keine Temperaturdifferenz mehr vorliegt kann auch keine Wärme durch Wärmeleitung in die Grenzschicht des Luftpolsters abgegeben werden.